# Harold Lasswell
Harold Dwight Lasswell (Donnellson, Illinois, 13 de fevereiro de 1902 — 18 de dezembro de 1978) foi um sociólogo, cientista político e teórico da comunicação estadunidense. É considerado um dos fundadores da psicologia política. Ele foi um estudante de PHD na Universidade de Chicago, e professor de direito na Universidade de Yale. Foi presidente da Academia Mundial de Arte e Ciência (World Academy of Art and Science - WAAS), Associação de Ciência Política Americana (American Political Science Association – APSA) e, também, conselheiro editorial da Propædia.
Ele foi descrito como uma "universidade de um homem" cuja "competência e contribuição para a antropologia, as comunicações, a economia, o direito, a filosofia, a psicologia, a psiquiatria e a sociologia são suficientes para torná-lo um cientista político no modelo da Grécia clássica".
De acordo com um memorial biográfico escrito por Gabriel Almond no momento da morte de Lasswell e publicado pela Academia Nacional de Ciências em 1987, Lasswell "classificou-se entre a meia dúzia de inovadores criativos nas ciências sociais no vigésimo século." Na época, Almond afirmou que "poucos questionariam que ele era o cientista político mais original e produtivo de seu tempo".
As áreas de pesquisa em que Lasswell funcionou incluíram a importância da personalidade, estrutura social e cultura na explicação dos fenômenos políticos. Lasswell estava associado às disciplinas da ciência política, da psicologia e da sociologia - no entanto, ele não aderiu à distinção entre esses limites, mas apagou as linhas desenhadas para dividir essas disciplinas.
De acordo com o memorial biográfico escrito por Gabriel Almond na época da morte de Lasswell e publicado pela Academia Nacional de Ciência em 1987, Lasswell “classificou entre meia de dúzia inovações criativas nas ciências sociais no século XX.”  As áreas de pesquisa na qual Lasswell trabalhou incluem a personalidade, estrutura social, e cultura na explicação dos fenômenos políticos. Ele se tornou conhecido por estar à frente de seu tempo no emprego de vários métodos abordados que depois se tornaram padrões através de uma variedade de tradições intelectuais, incluindo técnicas de entrevista, análise de conteúdo, técnicas experimentais e medição estatística. Lasswell foi um acadêmico multidisciplinar. Ele não poderia classificar seu trabalho em apenas uma disciplina, mas ao invés disso celebrada a multifacetada natureza dos seus estudos. Lasswell é normalmente associado a disciplinas de ciência política, psicologia e sociologia. No entanto ele não adere a distinção entre estes limites, mas invés disso rompe com essas linhas que dividem as disciplinas.

## Obra
Lasswell participou de duas distintas escolas de sociologia; a Escola de Chicago, do Funcionalismo.
Lasswell é conhecido por seu modelo comunicacional, no qual o foco está em “Quem? Diz o que? Através de que canal? Para quem? com quais efeitos? além da Teoria da persuasão.
Ele é também conhecido por seu livro em atributos psicológicos anormais de líderes políticos e empresariais, Psicopatologia e Políticos, e também por outro livro sobre política, Política: Quem Ganha, o Que, Quando, Como.
Ele publicou sua primeira fórmula em 1948.
Lasswell estudou na Universidade de Chicago nos anos 20, e foi muito influenciado pelo pragmatismo ensinado lá, especialmente como proposto por John Dewey e George Herbert Mead. Entretanto, mais influente nele foi a filosofia Freudiana, na qual esclareceu muito de suas análises de propaganda e comunicação em geral. Durante a Segunda Guerra Mundial, Lasswell manteve a posição de Chefe da Divisão Experimental para o Estudo da Comunicação em Tempo de Guerra na Biblioteca do Congresso. Ele analisou filmes da propaganda Nazista para identificar mecanismos de persuasão usados para garantir o consentimento e apoio da população alemã a Hitler e suas atrocidades na guerra.
Lasswell utilizava a metodologia de Sigmund Freud. Ao estudar em Viena e Berlim com Theodor Reik, um devoto de Freud, Lasswell estava apto a se apropriar dos métodos de Freud. Lasswell construiu um laboratório em seu escritório de ciências sociais. Foi aqui que conduziu experimentos em voluntários, estudantes, na Universidade de Chicago. Usando este instrumento, ele foi capaz de mensurar o estado emocional dos participantes a partir de seus relatos. Lasswell além disso foi capaz de usar entrevistas psicanalíticas e métodos de gravação que ele se apropriou do tempo de estudo com Elton Mayo em Harvard University.

## Principais Obras
- Propaganda in the World War (1927, reeditado com nova introdução em 1971)
- World Politics and Personal Insecurity (1935, reeditado com nova introdução em 1965)
- Politics: Who Gets What, When, How (1936)
- The Garrison State (1941)
- Power and Personality (1948)

Após analisar e estudar os efeitos da mídia nas motivações das duas primeiras guerras mundiais, Lasswell levantou teorias do poder da mídia de massa. Uma das análises era que o pouco vínculo social sólido entre as pessoas permitiam maior influência da mídia de massa, incentivando os receptores a adotarem, em maioria, o que lhes era passado pelos comunicadores. Assim a mídia ficou vista como sendo capaz de convencer de forma sólida a opinião pública e submeter as massas a sua vontade de entendimento, principalmente usando apelos emocionais. Em seus estudos, Harold Lasswell concluiu a mídia como "o novo malho da bigorna da solidariedade social".

## Modelo de Lasswell
Para contrapor a teoria hipodérmica, em que os meios de comunicação de massa tinham todo o poder sobre o indivíduo. Lasswell iniciou sua análise, sobre um estudo de variáveis proposta no ano de 1948.  Ele aplicou um paradigma para a análise sociopolítica como modo apropriado de descrever um ato de comunicação que respondesse às seguintes perguntas:
Quem?
Diz o que?
Em qual canal?
Para quem?

Com quais efeitos? 
O receptor deixa de ser um sujeito abstrato e passa a ser também objeto de análise na teoria funcionalista, em que a sociedade agia como um corpo humano em que tudo funcionava, e as disfunções não eram levadas em consideração.
Mauro Wolf em seu livro Teorias da Comunicação  afirma que "cada uma dessas variáveis definem e organizam um setor específico da pesquisa: a primeira determina o estudo dos emissores, isto é a análise do controle sobre o que é difundido. Os que, por sua vez, estudam a segunda variável elaboram a análise do conteúdo das mensagens, enquanto os estudos do terceiro elemento da lugar a análise dos meios. A análise de audiência e efeitos definem os setores de pesquisa restante sobre os processos de comunicação de massa”.

## Obra
- Propaganda Technique in the World War (1927; Reprinted with a new introduction, 1971)
- Psychopathology and Politics, (1930; reprinted, 1986)
- World Politics and Personal Insecurity (1935; Reprinted with a new introduction, 1965)
- Politics: Who Gets What, When, How (1936)
- "The Garrison State" (1941)
- Power and Personality (1948)
- Political Communication: Public Language of Political Elites in India and the US (1969)